# Hino do Amapá
Canção do Amapá é o hino oficial do Estado do Amapá. Foi adotado pelo Decreto Nº 008, de 23 de Abril de 1984, oficializando a letra do poema homônimo de Joaquim Gomes Diniz. A música e arranjos são de autoria do maestro Oscar Santos.
A adaptação é em fá maior para canto e em si bemol para execução por bandas musicais. 